# Benedetti italiani
Benedetti italiani è una raccolta postuma di scritti, in forma assai ben abbozzata, di Curzio Malaparte, edita a cura di Enrico Falqui nel 1961.
L'autore aveva più volte manifestato l'intenzione di scrivere questo libro, forse "risarcitorio", forse scritto con "la stessa penna" con la quale destinava la sua Villa Malaparte ai cinesi.
La raccolta "stempera" il clima di Maledetti toscani.

## Contenuti
Il capitolo I Visione onirica della sua Capri.
Il capitolo VI è dedicato ai Santi italiani: descrive la levità dei Santi italiani, che aiutano senza intimidire, che quando si inginocchiano non sfiorano quasi la terra per il timore "quasi" di romperla, contrapposti a figure di Santi tedeschi con l'armatura, e che reggono il Burg in una mano che "potrebbe" stringersi stritolandolo, mai carezzevole per il popolo, sempre sguardato dall'alto.
In "La morte a Venezia" traccia un affresco inedito di una "città con il cielo stretto".

## Edizioni
- Benedetti italiani, a cura di Enrico Falqui, Collana Opere complete di C. Malaparte, Firenze, Vallecchi Editore, giugno 1961-1986,  p. 290.
- Benedetti italiani, prefazione di Giordano Bruno Guerri, Collana caratteri del '900, Firenze, Vallecchi, 2005, ISBN 88-8427-074-X.